# Фургон (автомобиль)

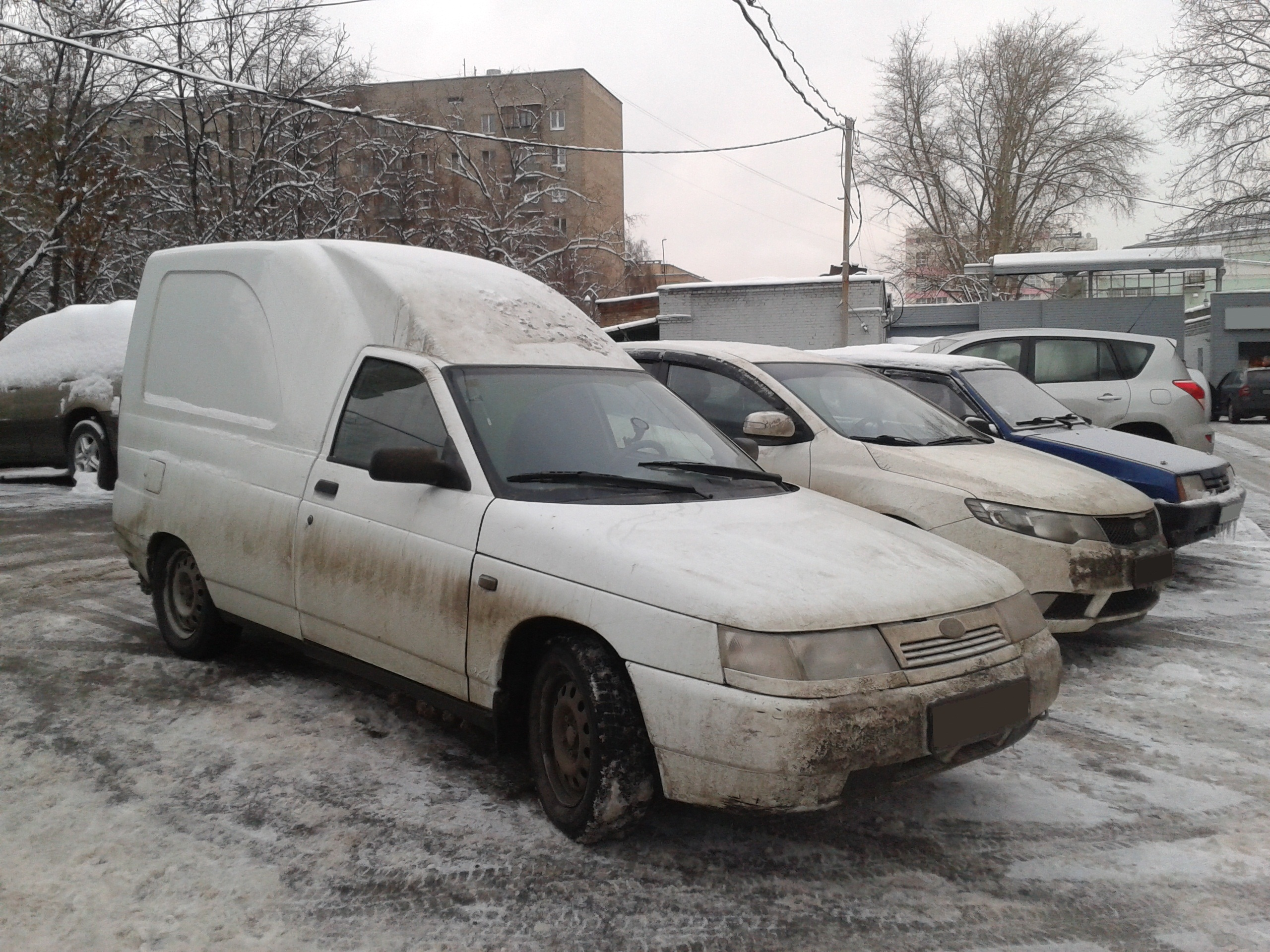
Фургон Богдан-2310

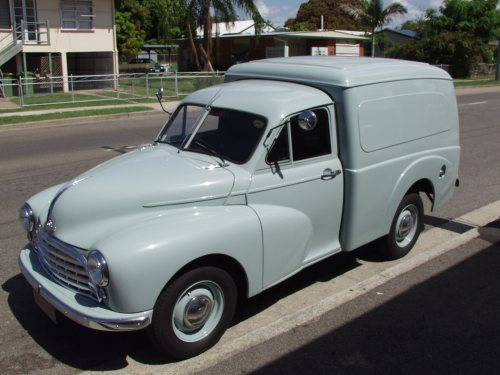
Фургон Morris Cowley

Фурго́н (от фр. fourgon) — тип закрытого автомобильного кузова, предназначенный для перевозки грузов, иногда с возможностью перевозки пассажиров. Грузовое пространство фургонов отделено от пассажирского перегородкой, хотя иногда она может отсутствовать. К данному типу кузова относят легковые автомобили, у которых отсутствует заднее стекло и в целом заднее пространство закрыто. Также отличается высотой кузова и отсутствием обивки в его задней части. Пол обычно укреплён с помощью штамповок для перевозки тяжёлых грузов. Иногда для погрузки грузов может применяться и боковая сдвижная дверь. Один из основных типов кузова легковых автомобилей.

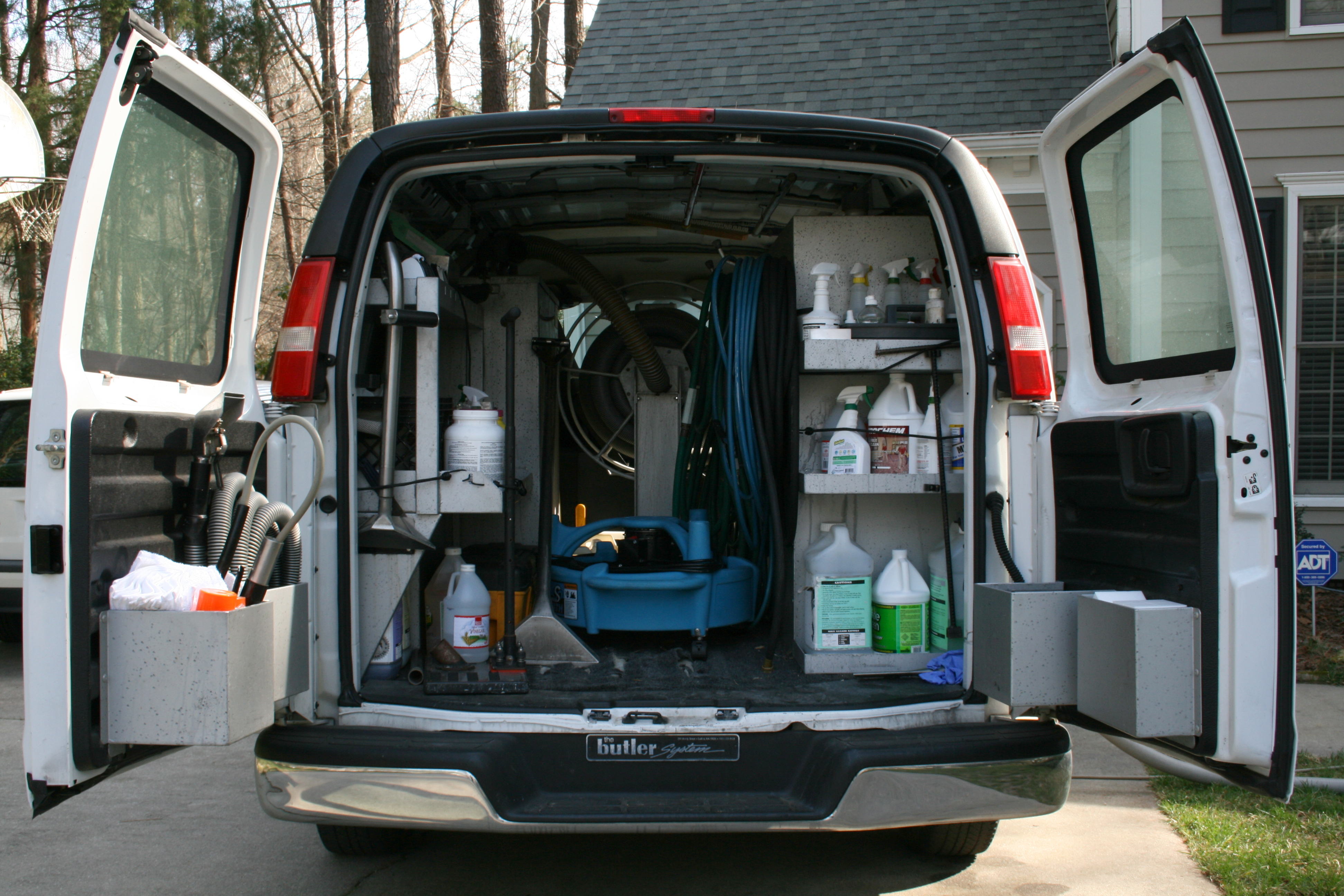
Фургон Chevrolet, оснащенный профессиональными инструментами для чистки ковров

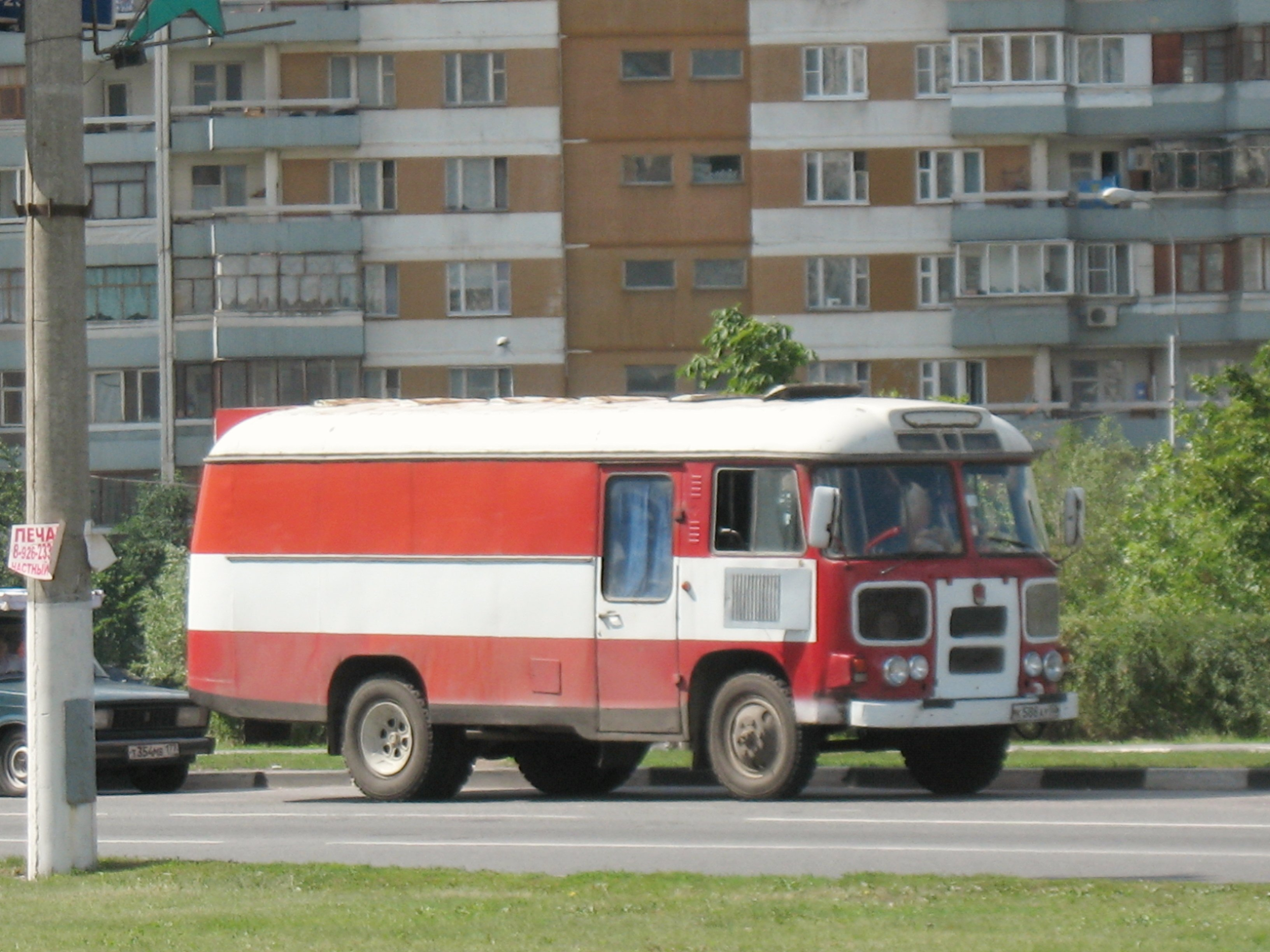
Фургон-рефрижератор ПАЗ-3742

Фургоны применяют для перевозки хлебобулочных изделий, мебели, готовой одежды и обуви, тканей и так далее. Фургоны делят на малотоннажные и среднетоннажные.

## Типы фургонов

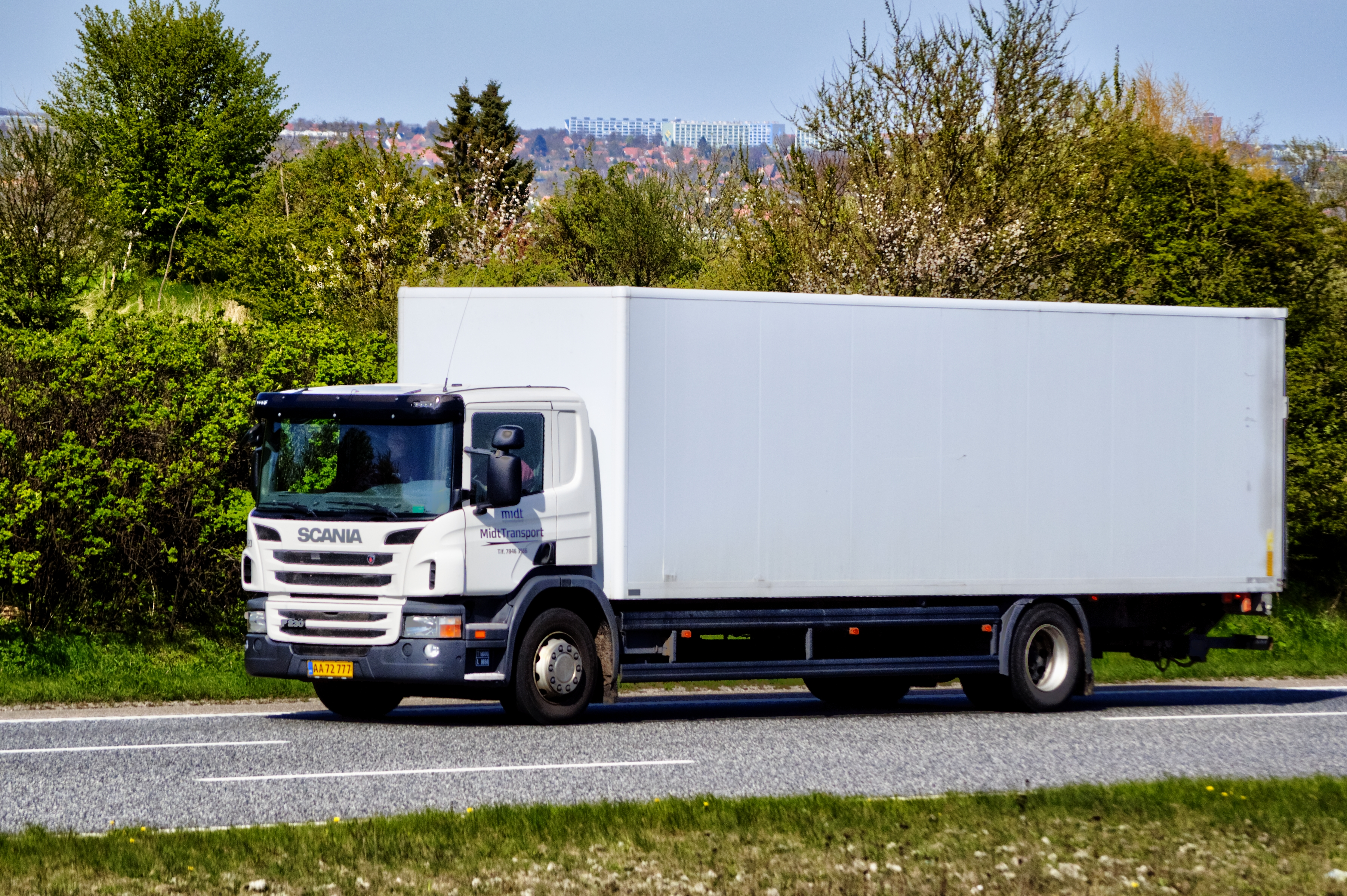
Фургон-бокс Scania P 230

- Цельнометаллический малотоннажный либо среднетоннажный фургон — кабина водителя структурно не отделена от всего кузова. Такие автомобили производители часто унифицируют с комби и микроавтобусами.
- Фургон-бокс[англ.] — кабина водителя структурно отделена от кузова, создаётся на базе рамного грузовика.